# Villotran
Villotran – miejscowość i dawna mina we Francji, w regionie Hauts-de-France, w departamencie Oise. W 2016 roku populacja ówczesnej gminy wynosiła 291 mieszkańców. 
W dniu 1 stycznia 2019 roku z połączenia trzech ówczesnych gmin – Beaumont-les-Nonains, La Neuville-Garnier oraz Villotran – powstała nowa gmina Les Hauts-Talican. Siedzibą gminy została miejscowość Beaumont-les-Nonains. 